# Beiting
Beiting bzw. Beshbaliq (chinesisch 北庭故城遗址, Pinyin Běitíng gùchéng yízhǐ, auch Beshbalik oder Tíngzhōu) ist eine alte Ruinenstadt, die bis auf die Zeit der Han-Dynastie zurückgeht.
Die Stätte steht seit 1988 auf der Liste der Denkmäler der Volksrepublik China (3-217) und ist seit 2014 Bestandteil der UNESCO-Welterbestätte mit dem Titel Seidenstraßen: das Straßennetzwerk des Chang'an-Tianshan-Korridors.

## Lage
Beiting liegt nordöstlich von Ürümqi und nördlich von Turpan, im Kreis Jimsar des Autonomen Bezirks Changji der Hui im mittleren Norden des Uigurischen Autonomen Gebietes Xinjiang in der Volksrepublik China.
Die Ruinenstadt liegt im Norden der Großgemeinde Jimsar.

## Geschichte
702 errichtete die chinesische Tang-Dynastie hier das „Beiting-Protektorat“, das 790 von den Tibetern erobert wurde. Im frühen 9. Jahrhundert herrschten die Tibeter in der Stadt.
Die Uiguren haben Beshbalik ab den 790er-Jahren bis 821 beherrscht.
Ab 856 kamen weitere Uiguren, die nach dem Untergang ihres Kaganats nach Westen wanderten und ab 866 die Herrschaft in der Region übernahmen.
Beshbaliq war eine wichtige Stadt im Uigurischen Kaganat und im Reich von Kocho.
Im Mongolenreich war es zeitweise Sitz eines der fünf Teile des Reiches.

## Video
- Beiting (youtube.com)